# Carlos Amigo
Carlos Amigo Vallejo (Medina de Rioseco, 23 de agosto de 1934 - Guadalajara, 27 de abril de 2022) fue un sacerdote franciscano, arzobispo y cardenal católico español. Fue arzobispo de Sevilla, entre 1982 y 2009, y arzobispo de Tánger, entre 1973 y 1982. Fue elector en los cónclaves de 2005 y 2013.

## Biografía
Nació en Medina de Rioseco, Valladolid, el 23 de agosto de 1934, hijo del médico José Amigo Torres, y primo del psiquiatra y escritor Juan Antonio Vallejo-Nágera, Tras ingresar en la Universidad de Valladolid para estudiar Medicina, decide abandonar dichos estudios e ingresar en el noviciado de la Orden de Hermanos Menores, el 16 de octubre de 1954. 

### Sacerdocio
Nombrado novicio, nueve meses después, es ordenado sacerdote el 17 de julio de 1960. Subsecuentemente, cursa estudios de Filosofía en Roma en el Pontificio Ateneo Antoniano, donde recibe la licenciatura.
Estando destinado en Madrid, estudia y se licencia en Psicología en la Universidad Central al tiempo que ejerce de profesor en centros de educación especial. También obtiene la licenciatura de Teología por el Seminario Franciscano de Santiago de Compostela. Imparte clases de Filosofía de la Ciencia y de Antropología. En 1970 es nombrado provincial de la provincia franciscana de Santiago.

## Episcopado

### Arzobispo de Tánger
El 17 de diciembre de 1973 es nombrado arzobispo de Tánger por el papa Pablo VI sustituyendo a Francisco Aldegunde. Recibió la consagración episcopal por Marcelo González Martín el 28 de abril de 1974. 
Entretanto, en febrero del año 1976 participa como miembro de la delegación de la Santa Sede en el Seminario de diálogo Islamo-Cristiano, que lo patrocinan el Secretariado Pontificio para los no cristianos y la República Árabe de Libia. Al año siguiente, en octubre, asiste a la IV Asamblea General Ordinaria del Sínodo de Obispos en calidad de delegado de los obispos de la Conferencia Episcopal del Norte de África.

### Arzobispo de Sevilla
Juan Pablo II firma el 22 de mayo de 1982 la bula por la cual le nombra arzobispo metropolitano de Sevilla, sustituyendo en dicha sede al cardenal José María Bueno Monreal. Un mes más tarde, el arzobispo tomó posesión de su cargo. 
La Hermandad de Los Negritos lo nombra hermano mayor el 23 de julio de 1982, cargo que podrá ejercer cuando lo estime. En octubre de 1983 el papa Juan Pablo II lo designa miembro de la VI Asamblea General Ordinaria del Sínodo de los Obispos, a la que asiste.
En dos ocasiones (años 1982 y 1993) recibió y tuvo como huésped en su palacio arzobispal a Juan Pablo II. El 18 de marzo de 1995 ofició el matrimonio de la infanta Elena y Jaime de Marichalar, en la catedral de Sevilla.
El 28 de febrero de 2000 el papa Juan Pablo II lo renueva en su cargo como miembro de la Pontificia Comisión para América Latina. El 3 de enero del año 2002 es nombrado por su santidad miembro del Pontificio Consejo para la Salud.

## Cardenalato
El 28 de septiembre de 2003 fue creado cardenal junto a otros treinta prelados. Su nombramiento oficial como cardenal ocurrió el 21 de octubre del mismo año en la Ciudad del Vaticano, recibiendo el título de la iglesia romana de Santa María de Montserrat de los Españoles.
El papa Benedicto XVI aceptó el 5 de noviembre de 2009 su renuncia al cargo como arzobispo de Sevilla. Lo sucedió Juan José Asenjo Pelegrina, que desde el 13 de noviembre de 2008 era arzobispo coadjutor de la misma archidiócesis.
En la Conferencia Episcopal Española, el arzobispo Amigo fue miembro de la Comisión Episcopal de Misiones y Cooperación entre las Iglesias, durante el período 1982 y 1983. En el año 1984 ejerce como miembro del Comité Ejecutivo hasta el año 1987. Este mismo año, y hasta 1993, trabaja como presidente de la Comisión Episcopal para el V Centenario del Descubrimiento y Evangelización de América. Durante este periodo, Juan Pablo II, en 1990, lo nombró miembro de la Comisión Pontificia para América Latina. Tres años después, en junio, Amigo vuelve a recibir al santo padre en Sevilla, para la clausura del 45.º Congreso Eucarístico Internacional y es nombrado (año 1993) presidente de la Comisión Episcopal de Obispos y Superiores Mayores de Religiosos e Institutos Seculares hasta el año 1999. En octubre de 1994 participa en el Sínodo de los Obispos, celebrado en Roma. En junio de 1995 vuelve a ser nombrado miembro de la Comisión Pontificia para América Latina por Juan Pablo II. En febrero de 1996 lo renuevan en el cargo de presidente de la Comisión Episcopal de Obispos Superiores Españoles. En julio de 1998 realiza la visita ad limina a Roma. Desde marzo de 1999 ejerce, por decisión de la Asamblea Plenaria extraordinaria de la Comisión Episcopal Española, como  presidente de la Comisión Episcopal de Misiones y Cooperación entre las Iglesias.
El arzobispo se manifestó contrario a la discriminación de la mujer en las cofradías de la Semana Santa, al instar en una pastoral a acabar con dicha discriminación. Dicha postura fue ratificada, años más tarde por el arzobispo Juan José Asenjo Pelegrina. El 18 de septiembre de 2010, el arzobispo Amigo participó en la ceremonia de beatificación de María de la Purísima, ceremonia que se celebró en el Estadio de la Cartuja de Sevilla.
El papa Benedicto XVI lo nombró legado pontificio, mediante carta de 11 de julio de 2011, para las celebraciones del V Centenario de las primeras circunscripciones eclesiásticas de América, concretamente, de las archidiócesis de Santo Domingo y de La Vega (República Dominicana) y de la archidiócesis de San Juan (Puerto Rico). Las celebraciones tuvieron lugar los días 7 y 8 de agosto de 2011.
En junio de 2013 es nombrado gran prior de la Lugartenencia de España Occidental de la Orden de Caballería del Santo Sepulcro de Jerusalén.

### Fallecimiento
Falleció en la mañana del 27 de abril de 2022 en el Hospital Universitario de Guadalajara, a la edad de 87 años, como consecuencia de una insuficiencia cardiaca, a raíz de una intervención quirúrgica para extraerle líquido del pulmón izquierdo.
Sus restos mortales descansan en la capilla de san Pablo, junto a la Capilla Real, de la Catedral de Sevilla.

## Distinciones

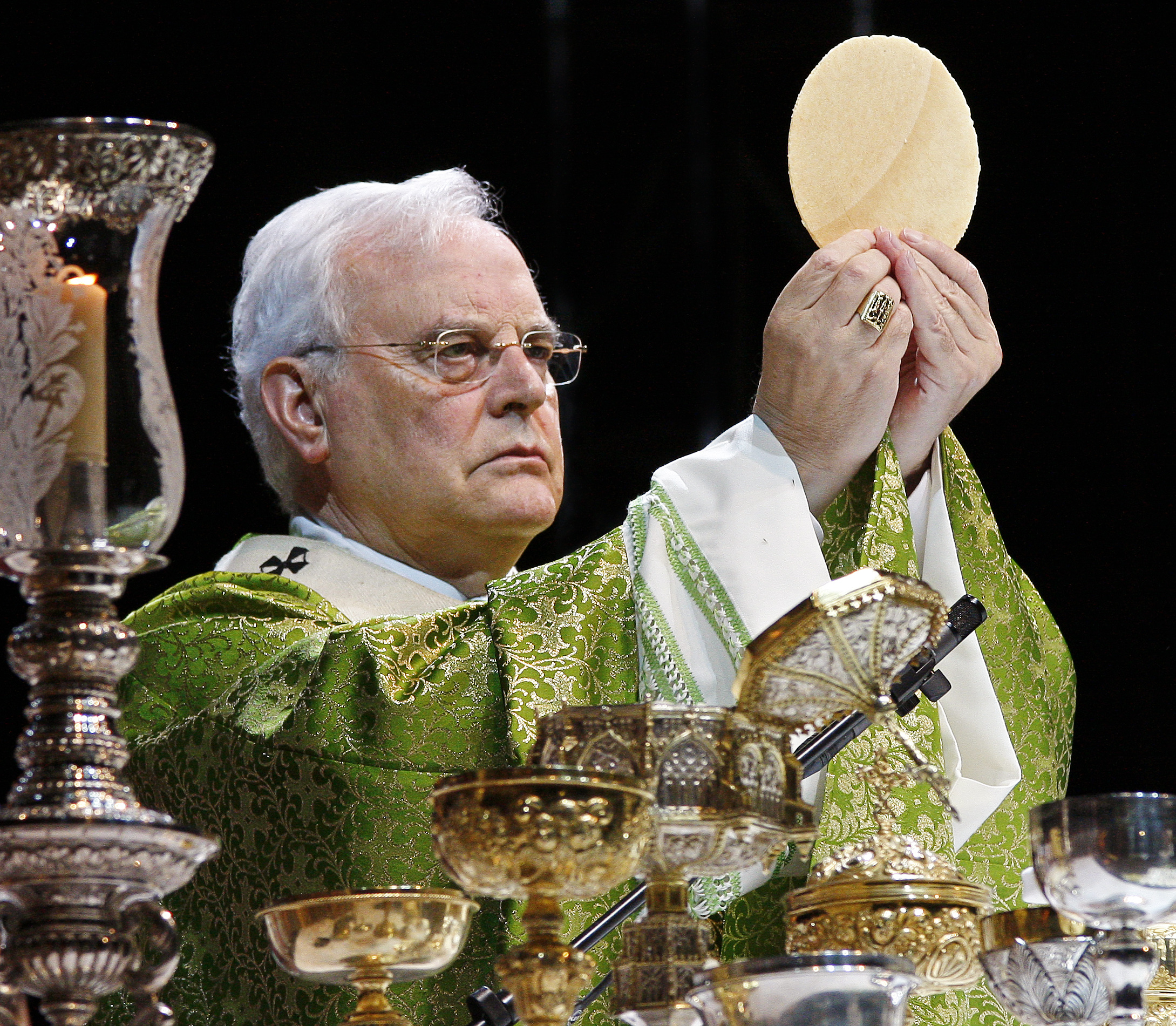
Monseñor Carlos Amigo consagrando el pan eucarístico durante una Santa Misa.

Fuera del entorno eclesiástico fue miembro de las reales academias de Medicina, Buenas Letras y Bellas Artes de Sevilla. Ejerció de vocal de la Comisión Nacional para el V Centenario y miembro del Comité de Expertos de la Exposición Universal.
Además fue miembro de honor de la Hermandad de Jesús Atado a la Columna, de Medina de Rioseco, cofradía penitencial que desfila en la Semana Santa de la ciudad, y a la que perteneció Carlos Amigo, desde la infancia.
Muy vinculado a Valladolid, su provincia natal, fue pregonero de su Semana Santa en 1988 y ocupó la tribuna de la plaza Mayor en el Sermón de las Siete Palabras de 2010, año en que acompañó las celebraciones de Semana Santa por encontrarse la archidiócesis de Valladolid sin arzobispo, tras el traslado a Toledo de monseñor Braulio Rodríguez y pendiente de nombramiento monseñor Ricardo Blázquez como prelado de la diócesis. Regresó en 2016 como pregonero de la Cofradía de Jesús Nazareno.

## Premios honoríficos
En febrero del año 1995 es condecorado por el presidente de la República Dominicana con la orden al mérito de los Padres de la Patria Dominicana, Juan Pablo Duarte, Francisco del Rosario Sánchez y Ramón Matías y Mella en el grado de gran cruz placa de plata.
En esta misma fecha obtiene el título de doctor honoris causa por la Universidad Tecnológica del Cibao.
En el año 2000 tiene el honor de ser nombrado hijo predilecto de Andalucía.
En septiembre de 2000 le es entregada la medalla en grado de plata de la República de Panamá.
El 30 de mayo de 2007 es nombrado hijo adoptivo de Sevilla por el alcalde Alfredo Sánchez Monteseirín en el Teatro Lope de Vega.
El 28 de enero de 2008 recibió el premio «El Llamador», otorgado por la radio andaluza Canal Sur Radio. 
La Dirección General de Instituciones Penitenciarias otorgó el 24 de septiembre de 2010 la medalla de plata al Mérito Social Penitenciario al cardenal Amigo en reconocimiento a la labor que ha realizado en el ámbito penitenciario. El acto de entrega lo presidió el ministro de Interior, Alfredo Pérez Rubalcaba.
Poseyó la distinción de gran maestre ad honorem de la Orden de Caballeros de San Clemente y San Fernando (Sevilla).
El 25 de julio de 2021 es nombrado Hermano de Honor de la Pontifica, Real e Ilustre Hermandad Matriz de Nuestra Señora del Rocío de Almonte, en la Parroquia de Ntra Sra de la Asunción (Almonte)

## Obras
Realizó varias obras, como revistas, colaboraciones y libros:[cita requerida]
| Publicaciones en revistas:          | Publicaciones en revistas:                         |
| ----------------------------------- | -------------------------------------------------- |
| Semana Santa y religiosidad popular | Roma es el paraíso para un aficionado a los libros |

| Colaboraciones:                                                                                        | Colaboraciones:                                                                          | Colaboraciones:                                                                          |
| --- | ---------------------------------------------------------------------------------------- | ---------------------------------------------------------------------------------------- |
| La iglesia católica en España ante el siglo XXI                                                        | Una transición olvidada                                                                  | Presentación                                                                             |
| Signos de esperanza en la cultura contemporánea                                                        | Homilía del arzobispo de Sevilla en la celebración de la misa en rito hispánico-mozárabe | Homilía del arzobispo de Sevilla en la celebración de la misa en rito hispánico-mozárabe |
| Crecer juntos en la comunidad                                                                          | Problemática actual de la Iglesia en Filipinas                                           | Problemática actual de la Iglesia en Filipinas                                           |
| Los religiosos en España: más de mil años al servicio del pueblo y de la Iglesia: (lección inaugural). |                                                                                          |                                                                                          |

| Libros:                                                                              | Libros:                                                                              | Libros:                                                                          |
| ------------------------------------------------------------------------------------ | ------------------------------------------------------------------------------------ | -------------------------------------------------------------------------------- |
| Caminar con Francisco de Asís                                                        | Cristianos y musulmanes                                                              | Salud y trabajo: valores cristianos y calidad de vida                            |
| Santo Vía Crucis de la Pía Unión: Casa de Pilatos                                    | ¡Tú eres Dios!                                                                       | Beato Manuel González: el obispo de la Eucaristía, visto por tres obispos        |
| Humanismo y esperanza                                                                | El perfil misionero del sacerdote diocesano                                          | El perfil misionero del sacerdote diocesano                                      |
| Profetas para el 2000: lectura y comentario de la exhortación "Vita Consecrata"      | Profetas para el 2000: lectura y comentario de la exhortación "Vita Consecrata"      | El mensaje del Papa: Juan Pablo II habla a los hombres                           |
| Mi vida descansa en Dios                                                             | Evangelización y ministerio pastoral                                                 | Evangelización y ministerio pastoral                                             |
| Levadura nueva para un tiempo nuevo: institutos seculares y nueva evangelización     | Levadura nueva para un tiempo nuevo: institutos seculares y nueva evangelización     | El Dios Altísimo y Santa Clara de Asís                                           |
| El Sínodo de los obispos y la vida consagrada                                        | Quinto centenario entre la memoria y la esperanza                                    | El trato con Dios no tiene amargura                                              |
| El noventaydos, ¿Adviento para el siglo XXI?                                         | Sevilla en cien recuadros                                                            | Una Lámpara en la ciudad                                                         |
| Quiero conocer a Dios                                                                | El Oficio de ser hombre                                                              | El Oficio de ser hombre                                                          |
| La Gracia que hay en ti: carta espiritual a los servidores del Pueblo de Dios        |                                                                                      |                                                                                  |
| Testigos del amor a la Iglesia: aproximación a una eclesiología de la vida religiosa | Testigos del amor a la Iglesia: aproximación a una eclesiología de la vida religiosa | Juan Pablo II en Sevilla                                                         |
| Estáis llenos de bien                                                                | Dios clemente y misericordioso: experiencia religiosa de cristianos y musulmanes     | Dios clemente y misericordioso: experiencia religiosa de cristianos y musulmanes |
| Sacerdotes                                                                           |                                                                                      |                                                                                  |